# 柳蒂察冰原島峰

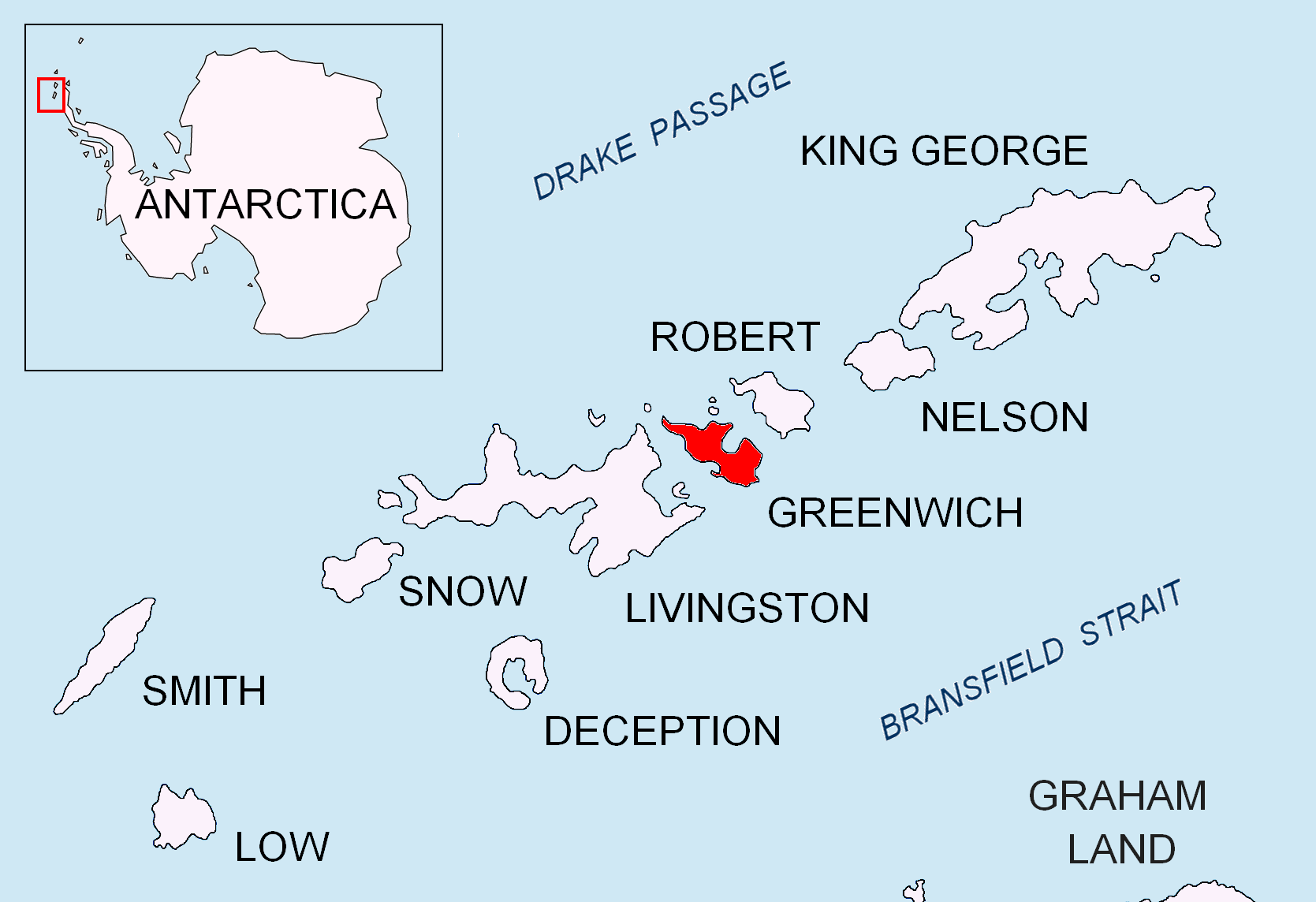

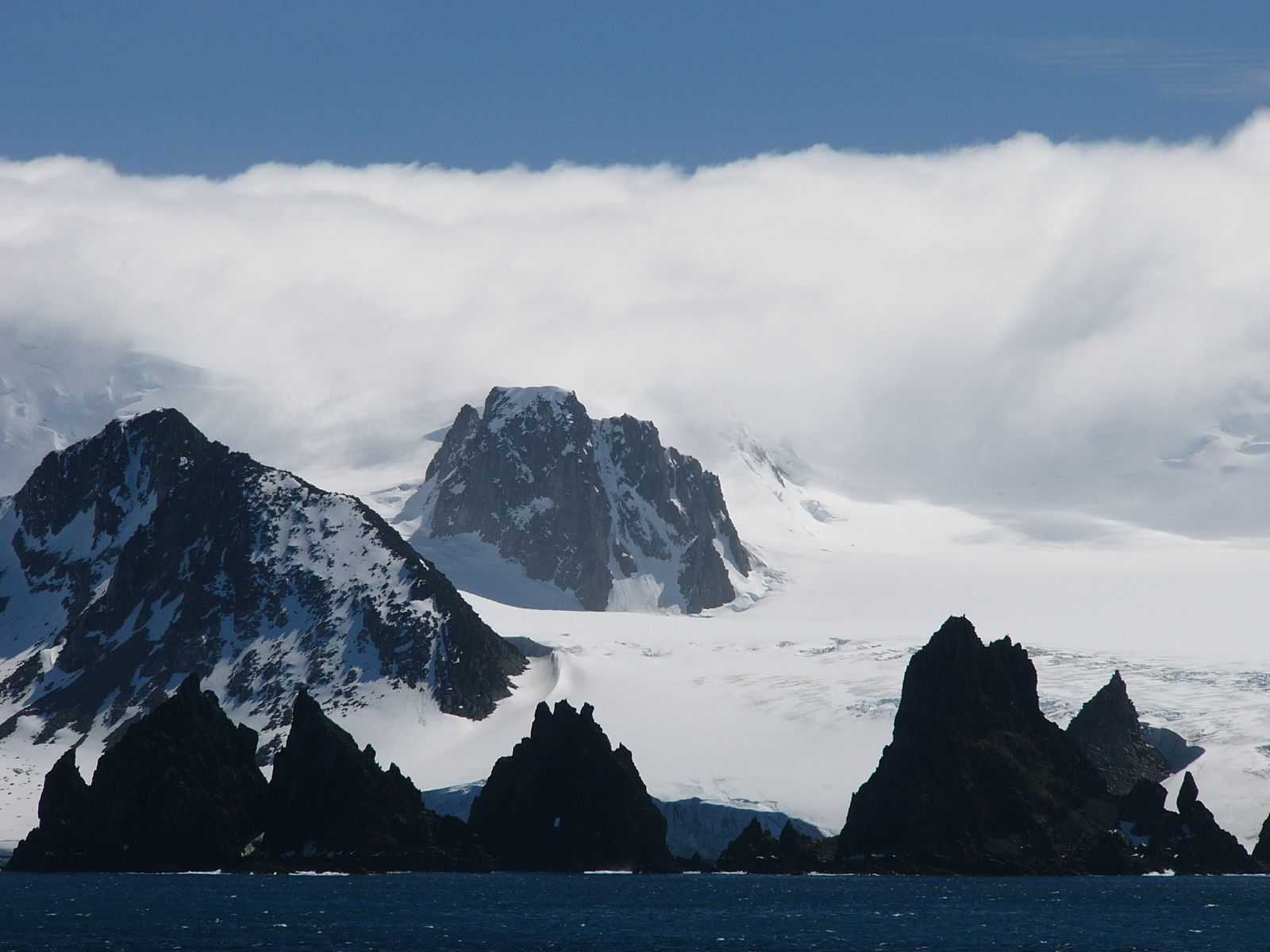

柳蒂察冰原島峰是南極洲的冰原島峰，位於南設得蘭群島中格林尼治島東南部，是布雷茲尼克高地的一部分，處於維斯基亞爾嶺以北1.08公里和伊拉里昂嶺東北面2.56公里，海拔高度430米。

## 外部連結
- SCAR Composite Gazetteer of Antarctica（页面存档备份，存于）.